# Clootie dumpling

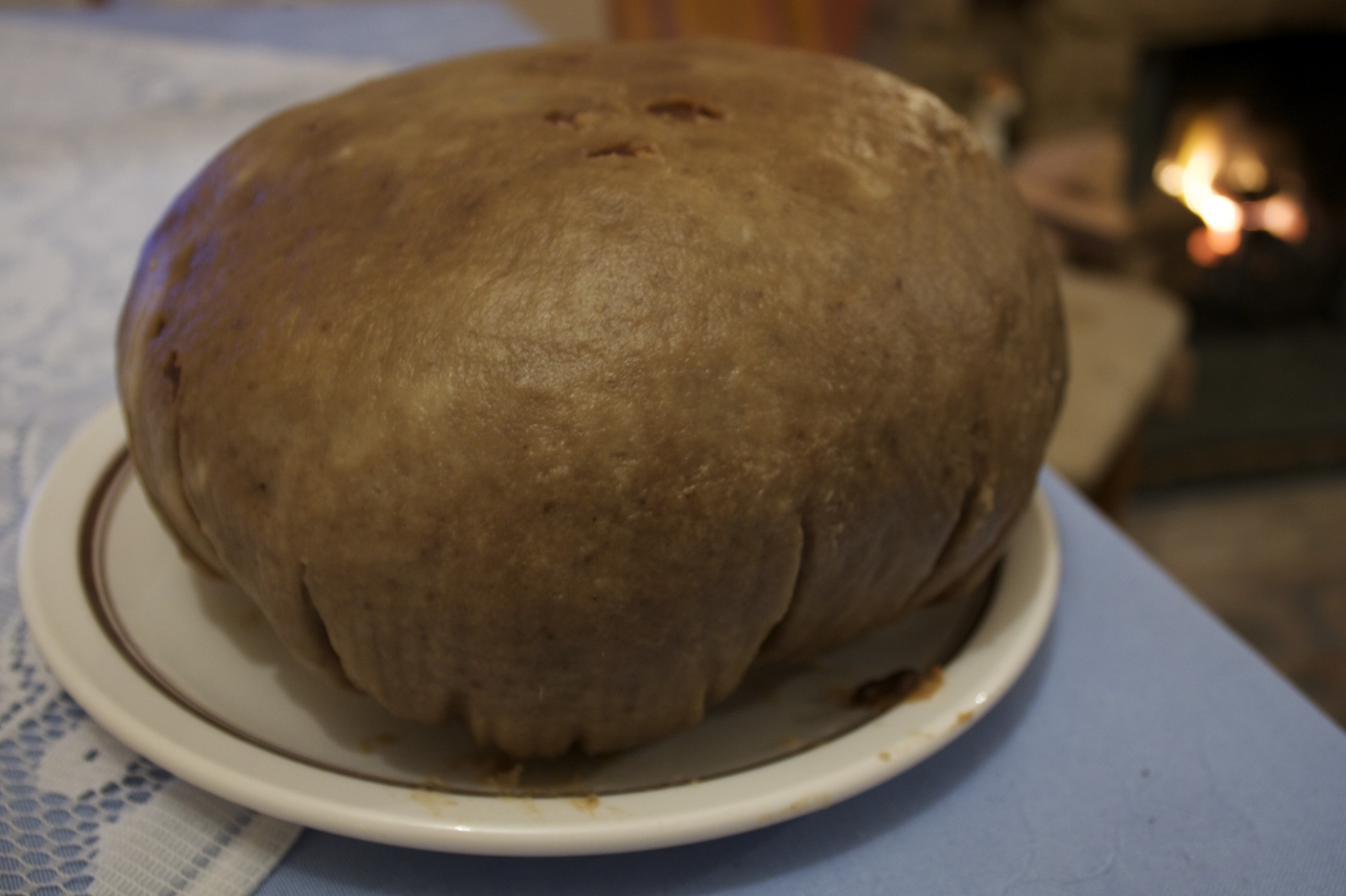
Clootie dumpling.

El clootie dumpling es un budín de postre tradicional escocés hecho con harina, pan rallado, fruta seca (en particular pasas), sebo, azúcar y especias, con algo de leche para ligarlos y a veces sirope dorado. Los ingredientes se mezclan bien hasta obtener una masa, se envuelve en una tela (llamada clootie en escocés) enharinada y se cuece a fuego lento en una olla grande con agua durante un par de horas antes de sacarse y secarse al fuego o en el horno. Las recetas varían de una región a otra: por ejemplo, en el norte de Fife y Dundee no suele usarse pan rallado pero sí treacle (melaza).